# Christopher Tomlinson

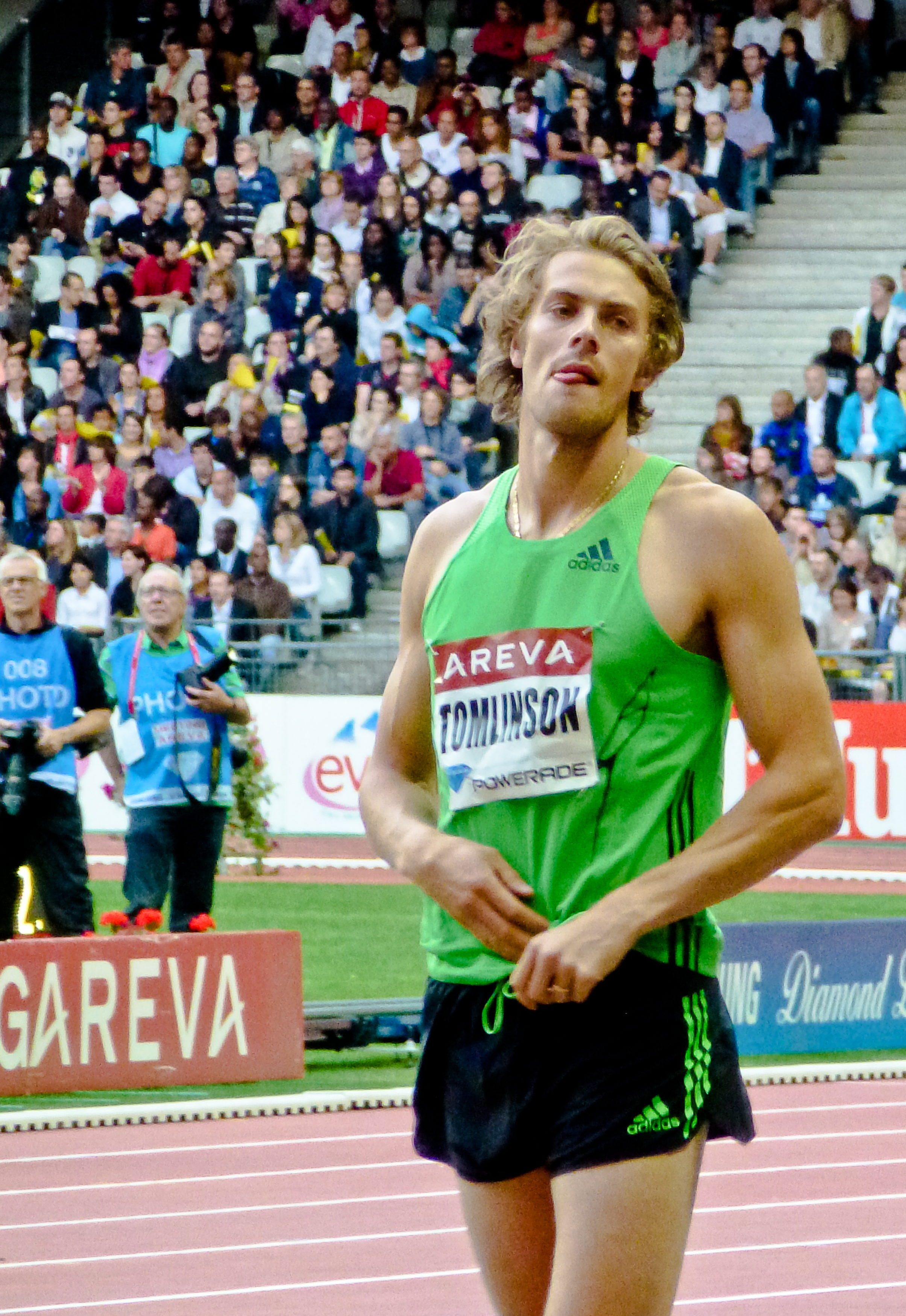
Chris Tomlinson 2011

Christopher Tomlinson (Christopher George „Chris“ Tomlinson; * 15. September 1981 in Middlesbrough) ist ein britischer Weitspringer.
Seinen Durchbruch hatte er 2002, als er nur drei Monate nach einem Trainingsunfall, bei dem er sich beide Handgelenke gebrochen hatte, am 13. April in Tallahassee mit 8,27 m den 34 Jahre alten britischen Rekord von Lynn Davies brach. In derselben Saison wurde er bei den Commonwealth Games in Manchester ebenso Sechster wie bei den Europameisterschaften in München.
Einem neunten Platz bei den Leichtathletik-Weltmeisterschaften 2003 in Paris/Saint-Denis folgte ein sechster Platz bei den Leichtathletik-Hallenweltmeisterschaften 2004 in Budapest. Bei den Olympischen Spielen in Athen wurde er Fünfter.
Nachdem er 2005 bei den Weltmeisterschaften in Helsinki in der Qualifikation ausgeschieden war, wurde er im Jahr darauf bei den Europameisterschaften in Göteborg Neunter. 2007 verbesserte er am 7. Juli in Bad Langensalza seinen eigenen britischen Rekord auf 8,29 m, scheiterte jedoch bei den Weltmeisterschaften in Osaka erneut in der Vorrunde. Bei den Leichtathletik-Weltmeisterschaften 2009 in Berlin wurde er Achter. Er verlor zwar 2009 den britischen Rekord an Greg Rutherford, der 8,30 m weit sprang, holte ihn sich aber 2011 beim Meeting Areva mit 8,35 m zurück.
Am 2. Februar 2008 stellte er in Stuttgart den aktuellen britischen Hallenrekord von 8,18 m auf. Kurz danach gewann er bei den Hallenweltmeisterschaften in Valencia die Silbermedaille, verpasste jedoch im Sommer bei den Olympischen Spielen in Peking das Finale.